# Itame vnigraria
Itame vnigraria là một loài bướm đêm trong họ Geometridae.